# Títol de transport

Títol de transport T-10 (banda magnètica).

Un títol de transport és un mitjà de pagament pel servei de transport públic com autobusos, tramvies i alguns ferrocarrils. Per demostrar que s'ha fet el pagament la llei exigeix que les empreses locals de transport públic lliurin al passatger un rebut o títol de transport. Cada títol té un preu que varia segons el tipus de transport i la longitud del trajecte. El rebut és molt important, ja que serà reclamat per la companyia d'assegurances en cas d'accident.

## Validesa del títol

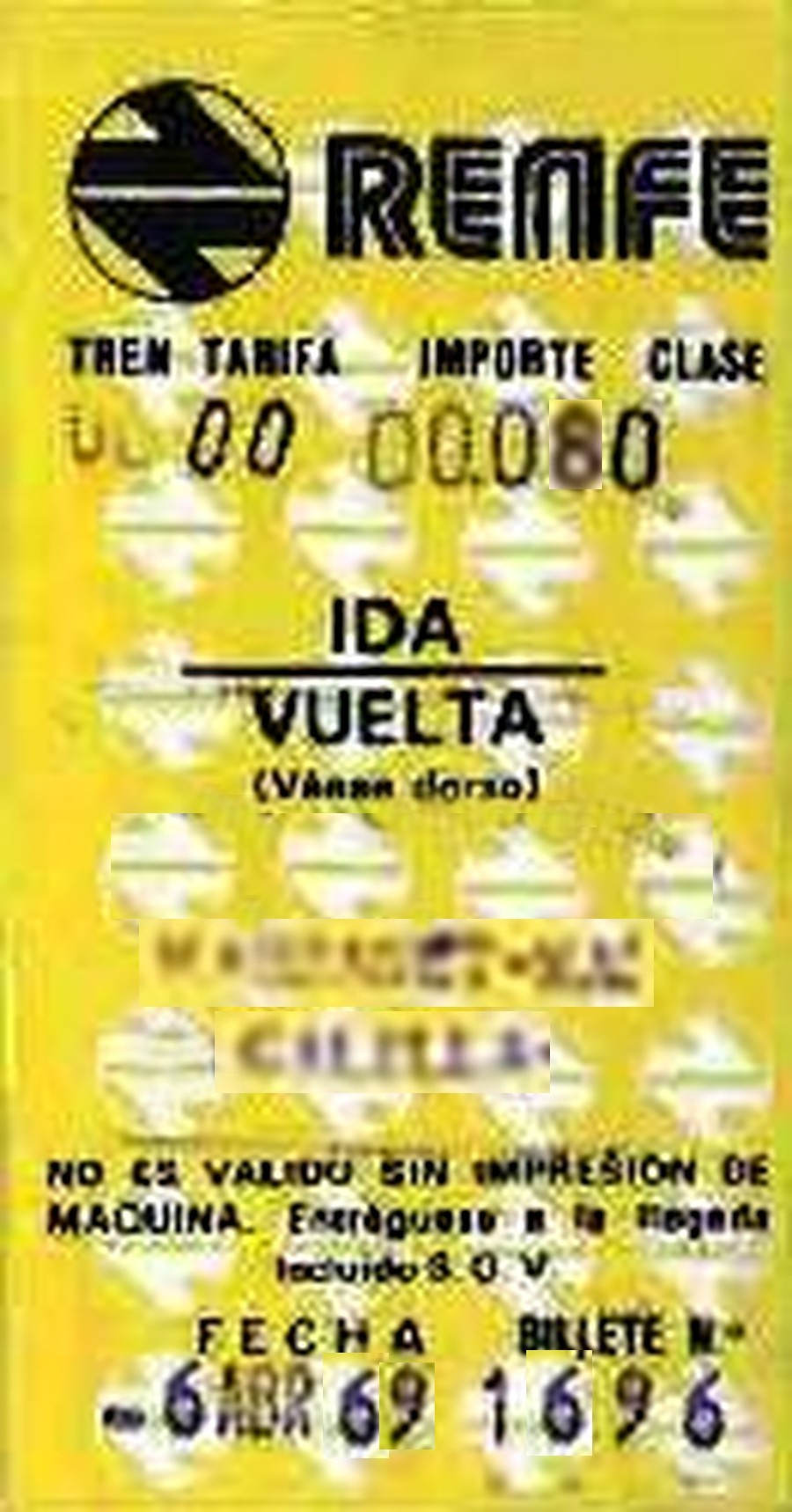
Títol de transport de Renfe tipus cartolina-Hugin (1969)

Un aspecte molt important que sovint es passa per alt és el fet que no n'hi prou amb comprar títol de transport per poder gaudir del servei de transport sol·licitat.
Després d'haver comprat el títol, normalment, perquè sigui vàlid s'ha de passar per una màquina especial (coneguda com a validadora), que en els autobusos es troba dins del vehicle, i que en el cas de Metro o del tren sol estar a les parades o estacions. El bitllet és vàlid a partir del moment en què s'acabat de validar i durant el període de validesa especificat en el propi títol.
D'altra banda, un títol de transport, generalment, a part de ser per una ruta determinada, no permet gaudir d'un servei il·limitat. De fet, el títol té un límit variable de temps, entre el mínim de 60 minuts reglamentaris en la majoria dels casos a un màxim il·limitat determinat per l'empresa emissora del títol. A vegades pot tenir paràmetres prefixats que impedeixen que sigui utilitzat dues vegades seguides en el mateix sentit del recorregut.
Tots aquests punts poden ser verificats en el moment del control per part del revisor. En els autobusos acostuma a ser el conductor l'encarregat del control dels títols.

## Banda magnètica
Una sèrie d'innovacions dissenyades per a substituir el bitllet de paper, especialment per als bitllets d'autobús, tramvia i metro. Els operadors de transport, per tal de facilitar el control per part d'una màquina, van decidir canviar els bitllets de paper per una targeta magnètica incorporant a la banda paràmetres com la data de caducitat, el trajecte i l'hora d'inici del viatje, permetent que la validadora, apart de llegir i gravar les dades, activi l'apertura de les portes i torniquets d'accés.

## Targeta sense contacte
Actualment les instal·lacions més modernes estan reemplaçant el bitllet de paper o fins i tot la targeta magnètica amb un targeta sense contacte, que es comunica via ràdio amb la validadora a l'entrada i a la sortida, i que permet verificar i validar el títol de transport, en pocs mili-segons.